# Tim van de Berg
Tim van de Berg (Maarssen, 23 november 1997) is een Nederlands voetballer die doorgaans als middenvelder speelt.

## Carrière
Van de Berg speelde in de jeugd van OSM '75 en USV Elinkwijk. In 2016 vertrok hij naar Heracles Almelo, waar hij op 18 februari 2017 zijn profdebuut maakte in een met 4–0 gewonnen thuiswedstrijd tegen Excelsior. Hij kwam in de 87e minuut in het veld voor Robin Gosens. Hij speelde in totaal zes wedstrijden voor Heracles, tot zijn contract in 2019 niet verlengd werd. In september sloot hij aan bij hoofdklasser D.H.S.C., waar hij tot 2021 speelde. Sindsdien speelt hij voor DVS '33.

### Carrièrestatistieken
| Seizoen                          | Club            | Competitie             | Competitie | Competitie | Beker | Beker | Internationaal | Internationaal | Overig | Overig | Totaal | Totaal |
| Seizoen                          | Club            | Competitie             | Wed.       | Dlp.       | Wed.  | Dlp.  | Wed.           | Dlp.           | Wed.   | Dlp.   | Wed.   | Dlp.   |
| -------------------------------- | --------------- | ---------------------- | ---------- | ---------- | ----- | ----- | -------------- | -------------- | ------ | ------ | ------ | ------ |
| 2016/17                          | Heracles Almelo | Eredivisie             | 1          | 0          | 0     | 0     | –              | –              | 0      | 0      | 1      | 0      |
| 2017/18                          | Heracles Almelo | Eredivisie             | 3          | 0          | 0     | 0     | –              | –              | 0      | 0      | 3      | 0      |
| 2018/19                          | Heracles Almelo | Eredivisie             | 2          | 0          | 0     | 0     | –              | –              | 0      | 0      | 2      | 0      |
| 2019/20                          | D.H.S.C.        | Hoofdklasse Zaterdag A | ?          | ?          | –     | –     | –              | –              | –      | –      | ?      | ?      |
| 2020/21                          | D.H.S.C.        | Hoofdklasse Zaterdag A | 4          | 0          | –     | –     | –              | –              | –      | –      | 4      | 0      |
| 2021/22                          | DVS '33 Ermelo  | Derde divisie Zat.     | 2          | 0          | 0     | 0     | –              | –              | –      | –      | 2      | 0      |
| Carrière totaal                  | Carrière totaal | Carrière totaal        | 12         | 0          | 0     | 0     | 0              | 0              | 0      | 0      | 12     | 0      |
| Bijgewerkt tot 19 september 2021 |                 |                        |            |            |       |       |                |                |        |        |        |        |